# 米哈伊尔·基尔波诺斯
米哈伊尔·彼得罗维奇·基尔波诺斯（俄语：Михаи́л Петро́вич Кирпоно́с，1892年1月12日—1941年9月20日 †）是苏联红军上将、苏联英雄。曾担任列宁格勒军区司令、基辅军区司令、西南方面军司令。

## 生平
基尔波诺斯在1915年加入俄军，第一次世界大战时在军中作军医。1917年二月革命时期，因受到士兵拥戴，被选为所在部队的士兵委员会主席。1918年5月加入苏共。参加过俄罗斯内战，在红军中历任营长、团参谋长、副团长、团长。1927年从伏龙芝军事学院毕业。1934至1939年任喀山步兵学校校长。苏芬战争期间，任第70步兵师师长，由于战绩突出，于1940年获苏联英雄称号，并升任列宁格勒军区司令。1941年接替朱可夫担任基辅特别军区司令。同年获上将军衔，并在苏共18大上当选中央候补委员。苏德战争爆发后，任西南方面军司令。
在西部前线所有的苏联方面军中，基尔波诺斯的西南方面军对战争的准备是最充分的，基尔波诺斯对战争警惕性也极为敏锐，当侦察到德军开始撤去边界上的障碍物时，他即命令筑垒地域部队开进前沿阵地，但总参谋长朱可夫认为这会刺激德国人挑起武装冲突而撤消了他的命令。
战争爆发后，基尔波诺斯指挥西南方面军进行了卓有成效的防御，使德军在乌克兰战场进展缓慢。但由于其北部巴甫洛夫的西方方面军和其南部秋列涅夫的南方方面军的溃败，使得西南方面军两翼被德军包抄，有被合围的危险。面对严峻的形势，基尔波诺斯于9月10日向大本营请求撤退，但11日斯大林的电报却要求他向敌人发起进攻，基尔波诺斯服从了这一命令。9月15日，由于布良斯克方面军的叶廖缅科未能实现他向斯大林作出的“粉碎古德里安”的保证，古德里安与克莱斯特的装甲集群在洛赫维察会师，西南方面军被德军合围。
9月17日莫斯科终于下达了撤退的命令。9月19日基辅沦陷，9月20日基尔波诺斯率部突围时遭遇德军第3装甲师，在洛赫维察西南的舒梅伊科沃的树林裡中弹负伤后自杀，他的参谋长图皮科夫少将和军事委员布尔米斯坚科也在这天先后阵亡。9月25日基辅會戰结束，苏军66万人被俘。
两年后的1943年9月，苏军重新夺回此地后，为基尔波诺斯将军举行了正式的葬礼。今天人们可以在这里看到一座手握冲锋枪的苏军士兵雕像，雕像旁的石碑上面写着“1941年9月20日，西南方面军司令员米哈伊尔·彼得罗维奇·基尔波诺斯上将在此牺牲”。

## 外部連結
- Mikhail Kirponos （页面存档备份，存于） at Warheroes.ru
- The truth about the death of General M. P. Kirponos, Voenno-istoricheskiĭ zhurnal, 1964. № 9, ISSN 0042-9058
- Serhiy Dehtiarenko, "To the sixtieth anniversary of the beginning of the Great Patriotic War, debts of our memoreis", Zerkalo Nedeli (The Mirror Weekly), June 16-22, 2001. in Russian, in Ukrainian.
- Afrikan Stenin, "The feat of arms and the tragedy of the front commander", Zerkalo Nedeli (The Mirror Weekly), June 16-22, 2001. in Russian, in Ukrainian